# Bison occidentalis
A Bison occidentalis az emlősök (Mammalia) osztályának párosujjú patások (Artiodactyla) rendjébe, ezen belül a tülkösszarvúak (Bovidae) családjába és a tulokformák (Bovinae) alcsaládjába tartozó fosszilis faj.

## Előfordulása
A Bison occidentalis a bölények egyik kihalt faja, mely a mai Észak-Amerika területén élt, a késő pleisztocén kortól egészen a holocén közepéig, azaz 11,7-5 ezer évvel ezelőttig. Újabb bizonyítékok arra utalnak, hogy ez az állat Szibéria keleti részén, illetve a Japán-szigetcsoporton (ekkortájt Japán összefüggő földrészt alkotott a kontinentális Ázsiával) is jelen volt.

## Megjelenése
Ez az állat valószínűleg az amerikai ősbölényből (Bison antiquus) fejlődhetett ki, bár méretre kisebb lett az ősénél, és más rokonainál is, mint például a sztyeppei bölénynél (Bison priscus). A fajon belül nagy volt az alaktani változatosság. A Bison occidentalis szarva vékonyabb és hegyesebb volt, mint más korabeli bölényé, továbbá hátrafelé mutatott. Körülbelül 5000 évvel ezelőtt ezt az állatot a nála kisebb, ma is élő amerikai bölény (Bison bison) váltotta fel.
Feltételezések szerint ez a bölényfaj részben az ember vadászata miatt, részben pedig a természetes kiválasztódás következtében lett kisebb termetű. A DNS-vizsgálatok azt mutatták, hogy a Bison occidentalis kereszteződött a modern amerikai bölény első képviselőivel; ennek az eredménynek a következtében egyes kutatók úgy gondolják, hogy a Bison occidentalis nem egyéb, mint az amerikai ősbölény és mai amerikai bölény átmeneti faja vagy változata, míg mások szerint a modern észak-amerikai bölénynek az egyik alfajával, a nagy púpú erdei bölénnyel (Bison bison athabascae) mutat hasonlóságot.

## Fordítás
- Ez a szócikk részben vagy egészben  a   Bison occidentalis című angol Wikipédia-szócikk ezen változatának fordításán alapul.  Az eredeti cikk szerkesztőit annak laptörténete sorolja fel. Ez a jelzés csupán a megfogalmazás eredetét és a szerzői jogokat jelzi, nem szolgál a cikkben szereplő információk forrásmegjelöléseként.